# Dellin Betances
Dellin Betances, född 23 mars 1988 i New York i New York, är en amerikansk professionell basebollspelare som spelar som pitcher för New York Mets i Major League Baseball (MLB). Han har tidigare spelat för New York Yankees.
Betances draftades av New York Yankees i 2006 års MLB-draft som 254:e spelare totalt, meningen var dock att han skulle gå högre i draften men när det blev känt att han planerade att studera på Vanderbilt University och spela för deras idrottsförening Vanderbilt Commodores, då blev han inte lika populär. Yankees betalade en miljon amerikanska dollar i sign-on bonus för att han skulle skippa Vanderbilt och spela för dem.